# Liste des épisodes de Batman (série télévisée d'animation, 2004)
Pour les articles homonymes, voir Liste des épisodes de Batman, la série animée.
Cette page présente la liste des épisodes de la série télévisée d'animation Batman.

## Première saison (2004-2005)
1.	Une chauve-souris dans le clocher (The Bat in the Belfry)
Batman est confronté à un nouveau criminel, surnommé le Joker, qui attaque la ville de Gotham avec son gaz hilarant et mortel. Dans le même temps, l’inspecteur Ethan Bennett fait équipe avec la nouvelle inspectrice Ellen Yin pour arrêter le mystérieux justicier, jugé dangereux par les forces de l’ordre.
2.	Combat de Titans (Traction)
Batman est confronté à Bane, puissant mercenaire engagé par la pègre de Gotham pour éliminer le Chevalier Noir.
3.	Le Blason des Cobblepot (Call of the Cobblepot)
Oswald Cobblepot arrive à Gotham en même temps que débute une série de cambriolages impliquant des oiseaux. Il s’invite également à la soirée de bienfaisance de Bruce Wayne et y vole un objet appartenant à Alfred, ce qui pousse ce dernier à enquêter lui-même. Mais le vieux majordome est capturé…
4.	Batman contre Man-bat (The Man Who Would Be Bat)
Le Dr Kirk Langstrom fusionne son ADN avec celui d’une chauve-souris et devient Man-Bat, un monstre volant.
5.	Le Grand Frisson (The Big Chill)
Batman lutte contre Mr Freeze, un criminel maîtrisant la glace, qui tente de congeler Gotham.
6.	Le Chat et la Chauve-souris (The Cat and the Bat)
Batman fait la connaissance de la séduisante cambrioleuse Catwoman. Cette dernière parvient à lui dérober sa ceinture et fait main basse sur les nombreux gadgets qu’elle contient.
7.	Tout feu tout flamme (The Big Heat)
Batman est confronté à Firefly, un criminel volant et incendiaire. Parallèlement, Bruce Wayne doit mettre en lumière les agissements de Gothcorp, une entreprise concurrente peu scrupuleuse.
8.	Question piège (Q & A)
Pour retrouver trois personnes qui ont été enlevées, Batman doit se pencher sur une affaire veille de trente ans incluant un jeu télévisé. 
9.	La Marionnette (The Big Dummy)
Batman est confronté à Arnold Wesker, un criminel contrôlé par sa marionnette, Scarface.
10.	Le Jeu de cartes (Topsy Turvy)
Le Joker enlève plusieurs personnes et les emprisonne dans des cartes à jouer géantes. 
11.	Les Oiseaux de proie (Bird of Prey)
Le Pingouin profite de l’absence de Bruce Wayne pour cambrioler son manoir et prend Alfred en otage.
12.	La Face caoutchouteuse de la comédie [1/2] (The Rubberface of Comedy [1/2])
L’inspecteur Ethan Bennett est enlevé et torturé par le Joker, armé d’un nouveau produit qui transforme toute matière en caoutchouc. 
13.	La Face d'argile de la tragédie [2/2] (Clayface of Tragedy [2/2])
Après avoir été aspergé du produit caoutchouteux du Joker, Ethan Bennett mute et voit son corps transformé en argile. Il perd alors la raison et devient le criminel Clayface.

## Deuxième saison (Été 2005)
1.	Le Chat, la Chauve-souris et le Truand (The Cat, the Bat and the Very Ugly)
Le Pingouin et la cambrioleuse Catwoman s’allient pour commettre un vol. Le Pingouin semble toutefois poursuivre un but plus grand.
2.	L'Énigme (Riddled)
Batman et Ellen Yin font face au Sphinx, un dangereux criminel obsédé par les énigmes.
3.	JTV (JTV)
Le Joker enlève le maire Grange afin d’animer « JTV », une émission de son cru. Batman ainsi que Yin et son nouvel équipier, l’arrogant Cash Tankenson, tentent de le retrouver.
4.	Submergé (Swamped)
Batman fait face à Killer Croc, un crocodile humanoïde désirant inonder Gotham pour la piller.
5.	Animaux domestiques (Pets)
Lassé de l’incapacité de ses oiseaux domestiques, le Pingouin dérobe un émetteur à fréquences dans un laboratoire pour les contrôler. Si l’appareil est inefficace sur les volatiles, il fonctionne parfaitement sur le monstrueux Man-Bat, offrant ainsi au Pingouin un serviteur pour dévaliser les banques de Gotham.
6.	Point de non-retour (Meltdown)
Clayface est capturé par Batman et, après plusieurs traitements médicaux, redevient Ethan Bennett. Avec l’aide de son ami Bruce Wayne, l’ex-inspecteur tente de reprendre une vie normale. Mais son côté Clayface est toujours désireux de se venger du Joker…
7.	Maître d'hôtel cambrioleur (The Butler Did It)
Batman enquête sur une vague de cambriolage. Mais il semblerait que le coupable soit…Alfred !
8.	Le Feu et la glace (Fire and Ice)
Alors qu’un hiver rigoureux frappe Gotham, Batman doit faire face à l’alliance de Mr Freeze et de Firefly.
9.	De la pauvreté à la richesse (Ragdolls to Riches)
Batman est à nouveau confronté à Catwoman, ainsi qu’à Ragdoll (Rag Doll (character) (en)), un cambrioleur contorsionniste.
10.	Le Joker à l'opéra (Strange Minds)
Le Joker enlève l’inspecteur Ellen Yin. Pour la retrouver, Batman utilise une machine du Professeur Hugo Strange et entre dans l’esprit de son ennemi, où il doit affronter tous les délires du Clown.
11.	La Nuit de Grundy (Grundy's Night)
Solomon Grundy, une créature jusque-là légendaire, sort des eaux de son marais et sème la terreur dans Gotham.
12.	Mort de rire (The Laughing Bat)
Le Joker se met en tête de devenir le nouveau Batman et commence à imiter les techniques de son vieil ennemi. A la différence que le Clown arrête et empoisonne des gens pour des infractions mineurs (griller un feu rouge, ne pas jeter un déchet…).
13.	Nuit sur la ville (Night and the City)
Le Joker, le Sphinx et le Pingouin se disputent le contrôle de Gotham City. Ils font alors un pari : le premier qui arrive à arrêter et démasquer Batman gagnera la ville. Pour s’en sortir, le justicier recevra l’aide de l’inspecteur Yin, ainsi que de James Gordon, le nouveau commissaire du GCPD.

## Troisième saison (2005-2006)
1.	Les Débuts de Batgirl [1/2] (Batgirl Begins [1/2])
Un mercenaire démolisseur nommé Tremblor est engagé par Pamela Isley, une jeune militante écologiste, pour détruire plusieurs sièges de sociétés polluantes. Furieux en découvrant la véritable identité de son employeur, Tremblor tente de la supprimer, mais est confronté à Batman. Toutefois, la jeune fille absorbe des substances chimiques par accident durant la bagarre.
2.	Les Débuts de Batgirl [2/2] (Batgirl Begins [2/2])
L’accident de Pamela la transforme en Poison Ivy et lui donne le pouvoir de contrôler les plantes…et la possibilité de mener d’ambitieux projets écologiques radicaux. Pour la stopper, Batman reçoit alors l’aide inattendue d’une justicière en herbe nommée Batgirl, alias Barbara Gordon, la fille du commissaire Jim Gordon.
3.	À la mémoire de Batman (A Dark Knight to Remember)
À la suite d'un affrontement contre le Pingouin, Bruce Wayne perd la mémoire et oublie sa vie de justicier masqué, ainsi que son courage. Il doit néanmoins vaincre ses peurs et revenir sur le terrain pour venir en aide à Batgirl, enlevée par Cobblepot.
4.	Scarface (A Fistful of Felt)
Après des mois de traitement avec Hugo Strange à Arkham, Arnold Wesker, soigné et séparé de la mauvaise influence de Scarface, reprend une vie honnête. Toutefois, l’ombre de la marionnette malfaisante n’est pas loin…
5.	Nanovirus (RPM)
Batman et Batgirl affrontent Gearhead (Gearhead (DC Comics) (en)), un criminel pouvant contrôler n’importe quelle machine.
6.	Neurones contre Muscles (Brawn)
Le Joker devient surpuissant après avoir volé le stéroïde de Bane et terrorise Gotham par ses braquages à mains nues.
7.	Félins fêlés (The Laughing Cats)
Batman et Batgirl font alliance avec Catwoman pour retrouver des félins rares volés par le Joker.
8.	Les Fleurs du mal (Fleurs du Mal)
Batman et Batgirl affrontent à nouveau Poison Ivy. Celle-ci remplace plusieurs notables de Gotham par des clones végétaux.
9.	Krank craque (Cash for Toys)
Bruce Wayne est menacé par Cosmo Krank après avoir organisé une campagne pour interdire les jouets de ce dernier. Il est alors surveillé par l’inspecteur Cash Tankenson, ce qui l’empêche de mener son enquête en tant que Batman.
10.	L'Apprenti Joker (The Apprentice)
Dan (Donnie en vo), un camarade de classe de Barbara Gordon, devient le nouveau partenaire du Joker.
11.	Foudre divine (Thunder)
Le millionnaire Maximillian Zeus, obsédé par la mythologie grecque, tente de prendre le contrôle de Gotham depuis la Nouvelle Olympe, son immense vaisseau.
12.	Le Trésor englouti (The Icy Depths)
Le Pingouin, Mr Freeze et Ewan Fripp, un vieil ami d’Alfred, convoitent un trésor situé au fond de la baie de Gotham.
13.	Intelligence criminelle (Gotham's Ultimate Criminal Mastermind)
Hugo Strange développe D.A.V.E., une intelligence artificielle capable de reproduire les pensées des criminels de Gotham et ainsi anticiper leurs actions. Mais l’invention se retourne contre lui et décide de devenir le plus grand criminel que Gotham ait connu.

## Quatrième saison (2006-2007)
1.	En famille (A Matter of Family)
Bruce Wayne adopte Dick Grayson, un jeune acrobate dont les parents ont été assassinés par le gangster Tony Zucco. Batman tente alors de retrouver ce dernier et sera aidé dans sa tâche par son nouveau protégé.
2.	L'Équipe du Pingouin (Team Pinguin)
Inspiré par un film d’action, le Pingouin décide de former une équipe de super-criminels composée de Killer Croc, Firefly, Ragdoll et Killer Moth pour lutter contre Batman, Batgirl et Dick Grayson, désormais connu comme Robin. 
3.	Le Rôle de sa vie (Clayfaces)
Clayface arrête le Joker et se rend à la police, désirant redevenir l’intègre Ethan Bennett. Peu après, Basil Karlo, un acteur raté, absorbe un produit qui le transforme en une version plus forte et plus mauvaise de Clayface.
4.	L'Homme exponentiel (The Everywhere Man)
Batman et Robin doivent défendre le scientifique John Marlowe contre l’Homme Exponentiel, un criminel pouvant se répliquer à volonté.
5.	Le Fléau (Strange New World)
Hugo Strange contamine les habitants de Gotham avec un gaz toxique qui les transforme en zombies.
6.	L'Évasion (The Breakout)
Batman et ses acolytes arrêtent Black Mask, qui menace de détruire Gotham avec un générateur à ondes de choc. Tandis que le Chevalier Noir cherche l’engin destructeur, Robin et Batgirl gardent le criminel en cellule et font face à l’arrivée des hommes de main de ce dernier, prêts à tout pour délivrer leur patron.
7.	À la découverte de la Batcave (Artifacts)
Dans le futur, la ville de Gotham est menacée par un Mr Freeze tout juste sorti d’une longue cryogénisation. Une équipe de chercheurs retrouve alors les ruines de la Batcave et tentent d’y trouver une solution. Une autre partie de l’épisode relate le dernier combat de Batman et Nightwing (anciennement Robin) contre Mr Freeze.
8.	Les deux font la paire (Two of a Kind)
Le Joker rencontre Harleen Quinzel, une psychologue déchue. Ambitieuse, la jeune femme tente d’abord d’écrire un livre sur le criminel pour relancer sa carrière, mais finit par s’éprendre de lui et devenir sa nouvelle complice : Harley Quinn. 
9.	Une impression de déjà vu (Seconds)
Batman et ses acolytes sont confrontés à Francis Grey, un homme capable de remonter le temps et anticiper leurs actions.
10.	La Vengeance du Sphinx (Riddler’s Revenge)
Batman affronte le Sphinx dans la baie de Gotham City. Mais à la suite d'une explosion, les deux ennemis se retrouvent coincés dans un conteneur au fond de l’eau. L’occasion pour le criminel de raconter son passé.
11.	Rumeurs (Rumors)
Un mystérieux personnage nommé Rumeur (Rumor en vo) enlève et séquestre les criminels de Gotham, sans les livrer à la police. Batman tente de l’arrêter, mais un problème se pose : Rumeur peut devenir invisible.
12.	Les Répliquants [1/2] (The Joining [1/2])
Batman est approché par le nouvel inspecteur John Jones, en réalité l’extra-terrestre Martian Manhunter, qui lui annonce l’invasion imminente des Répliquants, une race de robots extra-terrestres dévastateurs.
13.	Les Répliquants [2/2] (The Joining [2/2])
Batman et ses acolytes, aidés de Martian Manhunter et Lucius Fox, tentent de contrer l’immense armée crée par les Répliquants.

## Cinquième saison (2007-2008)
1.	Quand Batman rencontre Superman [1/2] (The Batman/Superman Story [1/2])
Superman, de passage à Gotham, est attaqué par Metallo, armé de kryptonite. Batman intervient et s’empare de la kryptonite, permettant la victoire de l’Homme d’Acier. Mais Lex Luthor, commanditaire de Metallo, fomente un nouveau plan pour détruire son vieil ennemi…
2.	Quand Batman rencontre Superman [2/2] (The Batman/Superman Story [2/2])
En mélangeant les spores toxiques de Poison Ivy avec de la poussière de kryptonite, Lex Luthor parvient à soumettre le Fils de Krypton à sa volonté. Batman doit alors intervenir pour sauver le héros et pour contrer le plan de Luthor.
3.	Vertiges (Vertigo)
Batman s’allie avec le justicier Green Arrow pour stopper le Comte Vertigo (Count Vertigo (en)), un criminel pouvant perturber les sens de ses adversaires.
4.	Pas de fumée sans feu ! (White Heat)
À la suite d'un accident chimique, Firefly devient Phosphorus : il obtient des pouvoirs radioactifs, mais perd également la raison. Blaze, son amante et complice s’allie à Batman pour le stopper.
5.	Perdu dans ses réflexions (A Mirror Darkly)
Batman, aidé de Flash, lutte contre le Maître des Miroirs, qui a l’intention de piéger les citoyens de Gotham dans leurs propres reflets.
6.	Le Joker Express (Joker Express)
Le Joker transforme plusieurs habitants de Gotham en cambrioleurs hilares en les hypnotisant par des néons de métros.
7.	L'Anneau de la discorde (Ring Toss)
Hal Jordan, alias Green Lantern, vient demander l’aide de Batman pour combattre Sinestro, avide des pouvoirs du Lantern. Mais accidentellement, l’anneau de Jordan se retrouve aux mains du Pingouin.
8.	Cyberjoker (The Metalface of Comedy)
À la suite d'un accident, le Joker crée un double numérique de lui-même, capable d’envahir les programmes informatiques de Gotham et de contrôler la nanotechnologie avancée de Wayne Industries.
9.	L'Attaque du Trio infernal (Attack of the terrible trio)
Renard, Vautour et Requin, trois criminels mutants, sèment la terreur à Gotham. Il s’agit en fait de David, Amber et Justin, trois jeunes délinquants ayant dérobé une formule du Dr Langstrom.
10.	La Fin de Batman (The End of Batman)
Batman et Robin sont confrontés à Wrath et Scorn (Wrath (comics) (en)), deux personnages masqués leur ressemblant d’une manière troublante…à la différence que les nouveaux venus aident et protègent les criminels de Gotham City au lieu de les arrêter.
11.	Tout ce qui monte… (What Goes up...)
Batman fait équipe avec Hawkman pour contrer Black Mask et son nouvel allié: Carl Sands, alias Shadow Thief (en), un criminel au pouvoir multidimensionnel. 
12.	Héros en péril [1/2] (Lost Heroes [1/2])
Plusieurs membres de la Ligue des Justiciers disparaissent mystérieusement. Batman et Green Arrow, les seuls épargnés, tentent de retrouver leurs amis.
13.	Héros en péril [2/2] (Lost Heroes [2/2])
Privés de leurs capacités surhumaines par Hugo Strange et les Répliquants, les membres de la Ligue doivent affronter des androïdes imitant leurs superpouvoirs.